# Chipperfield
Chipperfield is een civil parish in het bestuurlijke gebied Dacorum, in het Engelse graafschap Hertfordshire.